# Скшинка (Нижньосілезьке воєводство)
Скшинка (пол. Skrzynka, нім. Heinzendorf) — село в Польщі, у гміні Льондек-Здруй Клодзького повіту Нижньосілезького воєводства.
Населення — 362 особи (2011).
У 1975-1998 роках село належало до Валбжиського воєводства.

## Демографія
Демографічна структура станом на 31 березня 2011 року:
|          | Загалом | Допрацездатний вік | Працездатний вік | Постпрацездатний вік |
| -------- | ------- | ------------------ | ---------------- | -------------------- |
| Чоловіки | 189     | 33                 | 139              | 17                   |
| Жінки    | 173     | 31                 | 102              | 40                   |
| Разом    | 362     | 64                 | 241              | 57                   |